# Seleção Congolesa de Futebol
A Seleção Congolesa de Futebol representa a República do Congo nas competições de futebol da FIFA. É filiada à FIFA, à CAF e à UNIFFAC.
Nunca disputou edições da Copa do Mundo em sua história, tendo participado de seis edições da Copa Africana de Nações, sagrando-se campeã na edição de 1972. Esteve perto de disputar a Copa de 1998, mas uma derrota de 1 a 0 contra a África do Sul colocou tudo a perder.
Suas partidas como mandante realizam-se no Stade Alphonse Massemba-Débat (Stade de la Révolution), em Brazzaville, capital do país, e que possui capacidade de 25 mil lugares.
Além das seis participações na CAN, o Congo conquistou a medalha de ouro Jogos Pan-Africanos de 1965. Nos Jogos da Francofonia conquistou o ouro em 2009 e obtendo uma medalha de prata em 1997 e mais duas de bronze em 1989 e 1994. A maior vitória congolesa veio em 1976, com um 11 a 0 sobre São Tomé e Príncipe. Já seu maior revés aconteceu em 1960, com um 8 a 1 favorável a Madagáscar.

## Treinadores
| - Amoyen Bibanzulu (1972) - Yvon Goujon (1986-1987) - Noël Minga (1992-1993) - David Memy (1997-1998) - Alain Nestor Ngouinda (1998-1999) - David Memy (1999-2000) - Camille Ngakosso (2000) - Gaston Tchangana (2001) - Noël Minga (2001) - Eugen Moldovan (2001-2002) - Alain Nestor Ngouinda (2002) - Claude Andrey (2002-2003) | - Tahseen Jabbary (2002-2003) (Interim) - Jean-Paul Bernard (2003) - Michel Hidalgo (2004) - Christian Létard (2004-2005) - Gaston Tchangana (2005-2006) - Noël Tosi (2006-2007) - Gaston Tchangana (2007-2008) - Ivica Todorov (2008-2010) - Robert Corfou (2010-2011) - Camille Ngakosso (2011) - Jean-Guy Wallemme (2011-2012) - Kamel Djabour (2012) |

## Títulos
| CONTINENTAIS | CONTINENTAIS                   | CONTINENTAIS | CONTINENTAIS |
|              | Competição                     | Vezes        | Ano          |
| ------------ | ------------------------------ | ------------ | ------------ |
|              | Campeonato Africano das Nações | 1            | 1972         |

## Outras Conquistas
- Jogos Pan-Africanos: medalha de ouro - 1965
- Jogos da Francofonia: medalha de ouro - 2009

## Campanhas de destaque
- Jogos da Francofonia
  - medalha de prata: 1997
  - medalha de bronze: 1989, 1994